# Eriogonum umbellatum
Espèce
Eriogonum umbellatum est une espèce de plante de la famille des Polygonaceae, originaire de l'ouest des États-Unis et du sud-ouest du Canada.

## Description morphologique

### Appareil végétatif
Cette plante basse mesure entre 10 et 30 cm de hauteur. Les feuilles sont situées à la base de la plante : des ramifications ligneuses portent des paquets de pétioles minces portant les feuilles. Chaque feuille mesure entre 1 et 4 cm de longueur, a une forme ovale, environ 2 à 3 fois moins large que longue, et présente une face inférieure très velue.

### Appareil reproducteur

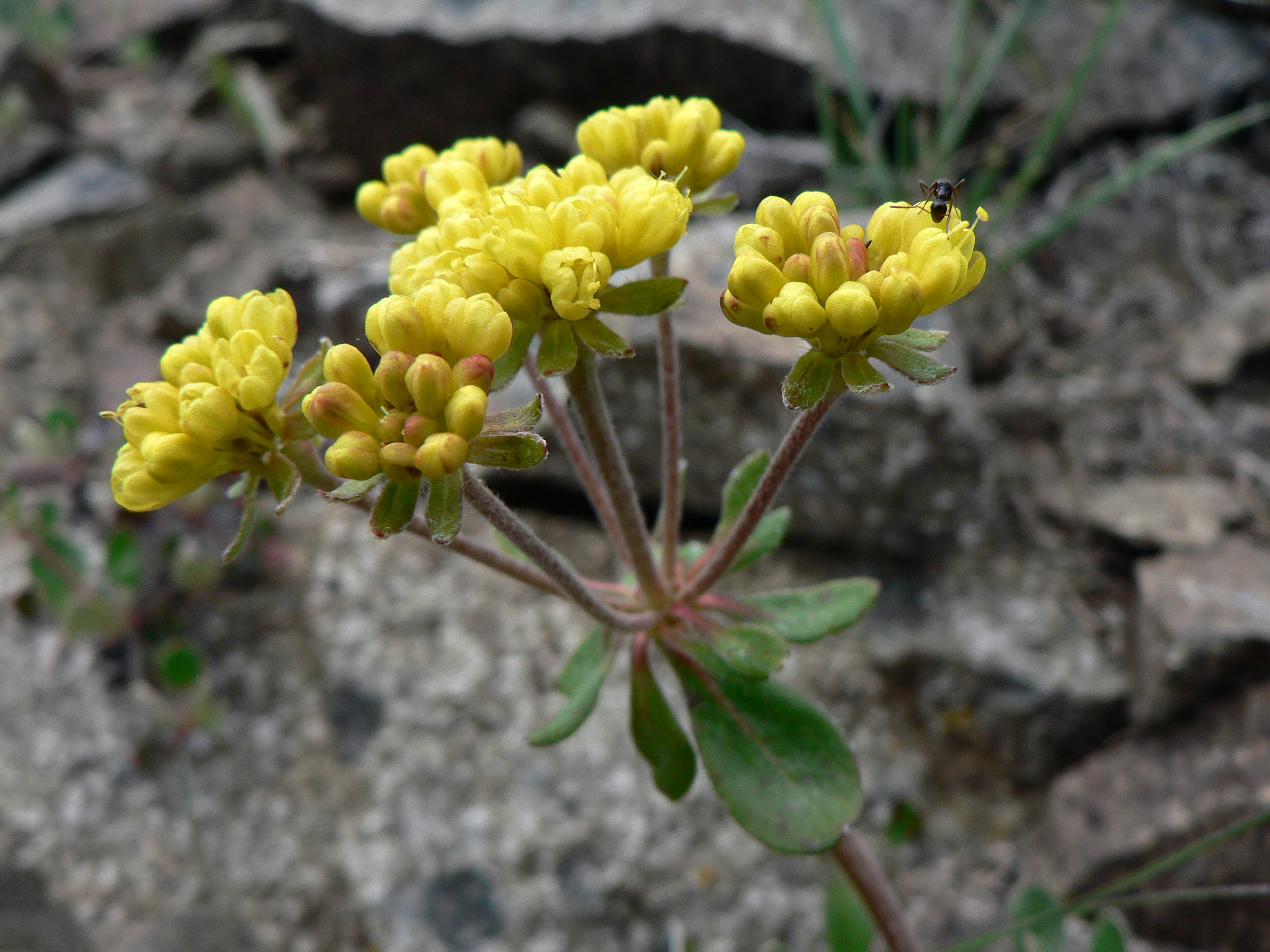
détail d'une inflorescence dEriogonum umbellatum.

La floraison a lieu entre juin et août.
L'inflorescence est une ombelle en forme de balle, de 5 à 10 cm de diamètre, située à l'extrémité des tiges florales. D'une bractée part plusieurs pétioles très minces portant les fleurs. Chaque fleur mesure 6 mm de longueur.

## Répartition et habitat
Eriogonum umbellatum vit dans les zones arides des déserts, pied de relief et corniches rocheuses du sud du Canada et de l'ouest des États-Unis. Son aire de répartition s'étend du nord au sud de la Colombie-Britannique au sud de la Californie, et vers l'est, jusque sur les flancs est des montagnes Rocheuses, du Montana au Colorado.